# Rudolf Skoda
Felix Rudolf Skoda (* 26. September 1931 in Leipzig; † 2. April 2015 ebenda) war ein deutscher Architekt und Hochschullehrer. Er war Chefarchitekt für das Neue Gewandhaus in Leipzig.

## Leben

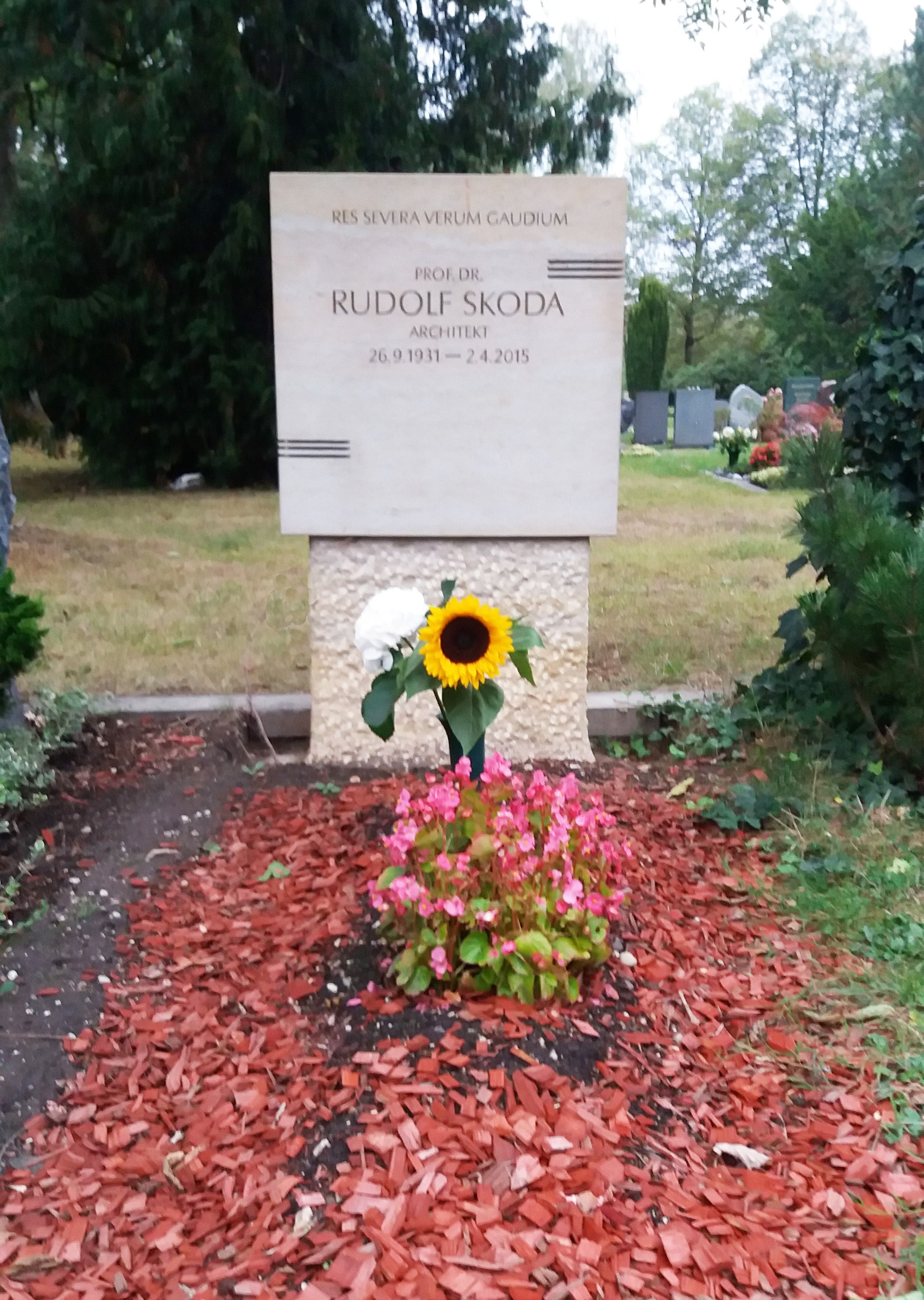
Grabstätte Rudolf Skoda (2016)

Felix Rudolf Skoda war der Sohn des Malers und Grafikers Felix Skoda. Nachdem er 1950 sein Abitur an der Humboldt-Oberschule in Leipzig abgelegt hatte, absolvierte er eine zweijährige Maurerlehre. Von 1952 bis 1957 studierte er Architektur an der Hochschule für Architektur und Bauwesen Weimar. Anschließend war er wissenschaftlicher Assistent an den Hochschulen in Weimar und Cottbus. Er wurde 1968 in Weimar mit der Arbeit Wohnhäuser und Wohnverhältnisse der Stadtarmut zum Dr.-Ing. promoviert.
Von 1960 bis 1975 arbeitete er als Entwurfsarchitekt in Leipziger Projektierungsbüros, wobei er einige für Leipzig stadtbildprägende Bauten entwarf. 1976 wurde er Chefarchitekt beim Aufbaustab des Rates des Bezirkes Leipzig. Ab 1977 war er außerdem Chefarchitekt beim Bau des Neuen Gewandhauses. Beide Tätigkeiten übte er bis 1981 aus. Das Gewandhausgebäude gilt als Skodas Hauptwerk, es war der einzige reine Konzerthallen-Neubau in der Geschichte der DDR. Auch die westdeutsche Fachpresse lobte den Entwurf mit seinem Formenreichtum als außerordentlich für die DDR, „in der man – angesichts der tristen Einförmigkeit des Serienbaues aus Allerwelts-Montageteilen die Architektur schon fast vergessen geglaubt hat“ (Bauwelt).
Nachdem er bereits ab 1979 als Honorardozent an der Technischen Hochschule Leipzig gelehrt hatte, wurde er dort 1981 als ordentlicher Professor für Wohnungs- und Gesellschaftsbauten berufen und lehrte bis 1992. Mit der Schrift Die bauliche Entwicklung des Gewandhauses in Leipzig als Spiegelbild internationaler Entwicklungen und Tendenzen im Konzertsaalbau schloss er 1986 seine Promotion B (entspricht einer Habilitation) an der TH Leipzig ab. In zahlreichen Publikationen widmete er sich besonders dem Thema des Konzerthallenbaus. Er war seit Mitte der 80er Jahre Mitglied der Freien Akademie der Künste in Hamburg. 1991 gründete er die Architektengemeinschaft Skoda & Partner. Ab 2001 war er vorwiegend als Gutachter bei Wettbewerben sowie beratend und publizistisch tätig.
2011 wurde bekannt, dass Skoda während der DDR-Zeit als Reisekader Inoffizieller Mitarbeiter (IM) des Ministeriums für Staatssicherheit war. Nach eigenem Bekunden habe er westdeutsche Gesprächspartner auf seinen Status hingewiesen. Dies wird in einem Leserbrief von Manfred Sack bestätigt. Seine Stasi-Akte enthält aber auch Aktivitäten im privaten Umfeld.
Rudolf Skoda starb im Alter von 83 Jahren und wurde auf dem Südfriedhof Leipzig bestattet.

## Werk

### Bauten
- 1965: Messeamt am Markt (mit Rudolf Rohrer und Ulrich Quester), abgebrochen 2001
- 1968/1969: Betriebsgebäude des VEB Robotron-Anlagenbau Leipzig in der Gerberstraße (mit Ulrich Quester), abgebrochen 2013[8]
- 1969–1972: Hörsaalkomplex der Karl-Marx-Universität Leipzig (mit Ulrich Quester), saniert 2007/08
- 1976–1981: Neues Gewandhaus Leipzig (mit Eberhard Göschel, Volker Sieg und Winfried Sziegoleit)
- 1993/1994: Lindenauer Büro- und Dienstleistungszentrum Lützner Straße[9]
- 1994–1996: Umbau und Grundsanierung der Hochschule für Musik und Theater Leipzig
- 1996: Umbau des Kleinen Saales des Gewandhauses zum Mendelssohnsaal
- 1998: Wohnhaus Inselstraße 13/15[2]

Bauten von Rudolf Skoda
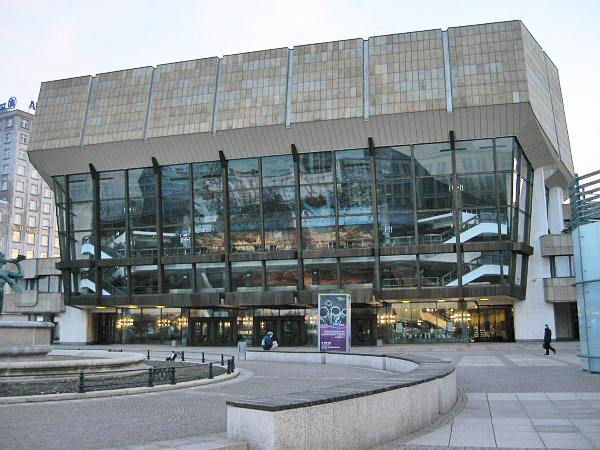
Das Neue Gewandhaus zu Leipzig am Augustusplatz (2004)
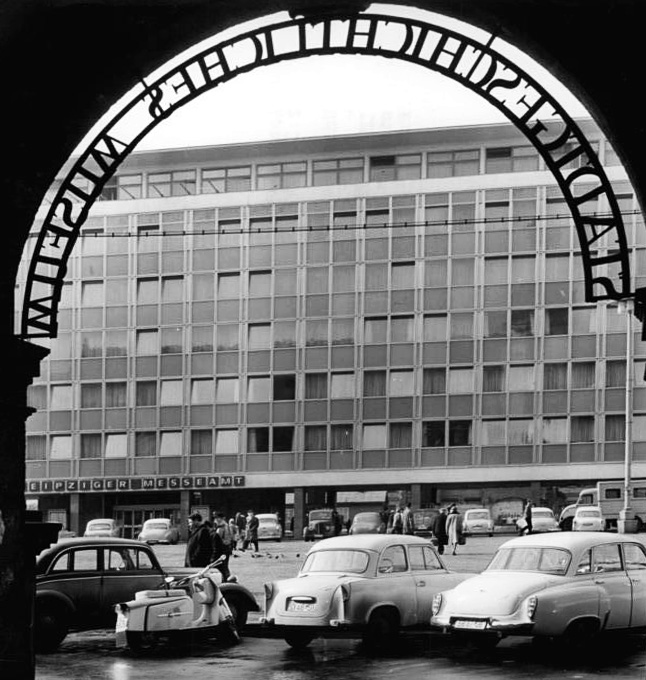
Messeamtsgebäude, 1966 vom Stadtgeschichtlichen Museum aus gesehen
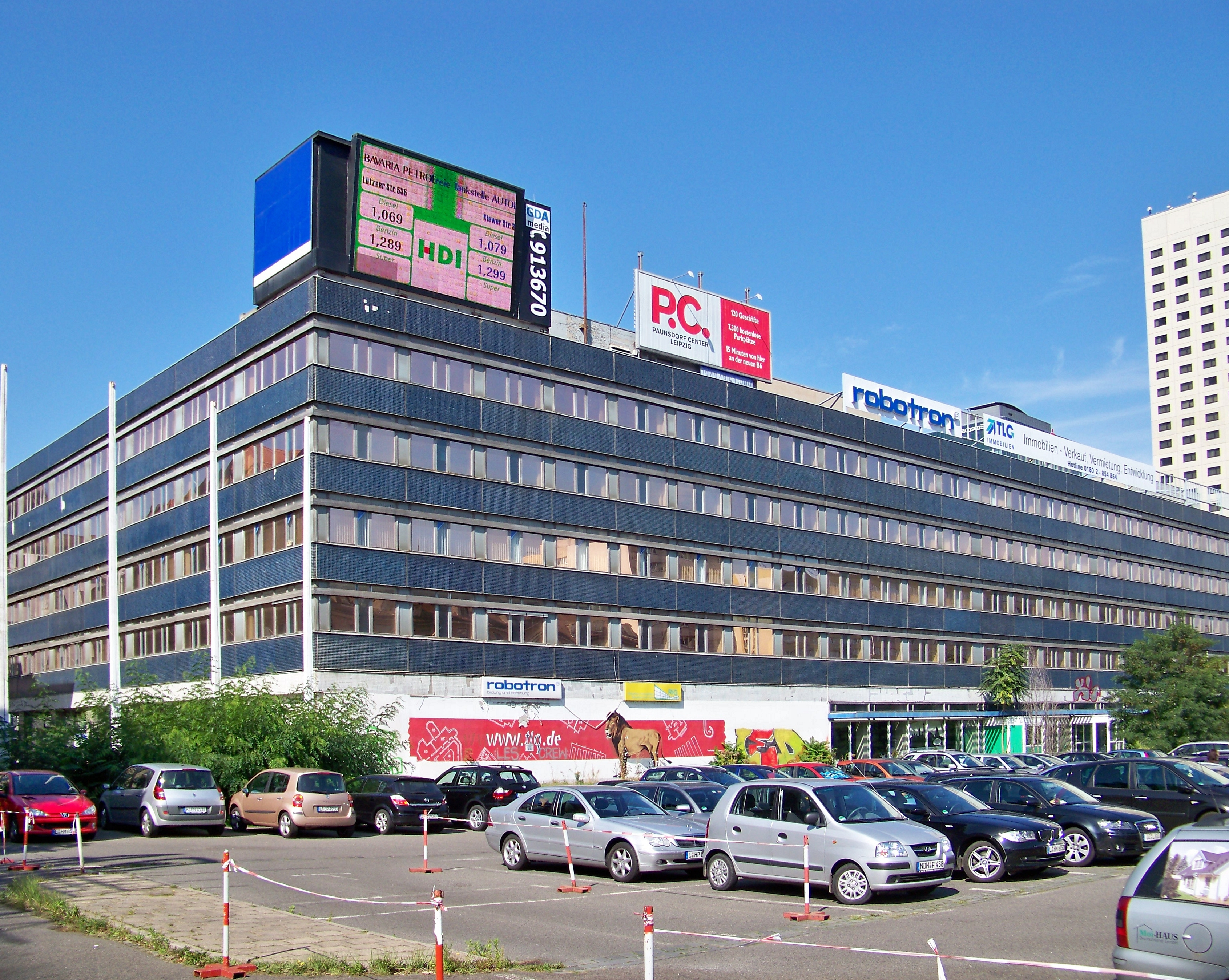
Robotron-Gebäude Leipzig (2009)

### Schriften (Auswahl)
- Das Voigtland. Wohnhäuser und Wohnverhältnisse der Stadtarmut in der Rosenthaler Vorstadt von Berlin 1750–1850. Kulturbund, Berlin 1985.
- Neues Gewandhaus Leipzig. Baugeschichte und Gegenwart eines Konzertgebäudes. Verlag für Bauwesen, Berlin 1985.
- Die bauliche Entwicklung des Gewandhauses in Leipzig als Spiegelbild internationaler Entwicklungen und Tendenzen im Konzertsaalbau. 1986. (Habilitationsschrift)
- Die Leipziger Gewandhausbauten. Konzertgebäude im internationalen Vergleich. Verlag für Bauwesen, Berlin 2001, ISBN 978-3-345-00781-1.

## Auszeichnungen
- 1971: Kunstpreis der Stadt Leipzig[9]
- 1981: Nationalpreis der DDR II. Klasse
- 1982: Preis für Städtebau und Architektur des Bezirkes Leipzig[2]
- 1986: Mitglied der Freien Akademie der Künste (Sektion Baukunst) Hamburg[10]